# Amerikaanse vogelkers
De Amerikaanse vogelkers of bospest (Prunus serotina) is een plant uit de rozenfamilie (Rosaceae). De soort is in Nederland en België door bosbouwers op grote schaal geïntroduceerd vanaf de jaren twintig van de twintigste eeuw. Ze werd als 'vulhout' in de bossen aangeplant. Amerikaanse vogelkers is invasief in West-Europa en kan er de biodiversiteit verstoren.
De struik treedt vaak plaagvormend op in storingssituaties, zoals op kapvlaktes, waar door mineralisatie van het strooisel en de humus, gevormd door afgevallen bladeren en dode takken, stikstof in de bodem vrijkomt. Daarnaast komt jaarlijks een hoeveelheid stikstof afkomstig van het verkeer en de landbouw in de meer natuurlijke systemen, zoals natuurbossen en duinen, terecht, waardoor de Amerikaanse vogelkers zich er kan vestigen. De plant weet er soms uit te groeien tot een boom van 20 meter hoog.
De Amerikaanse vogelkers bloeit van eind mei tot en met juni met witte bloemen. De bloemen zitten in trossen. De bessen hebben aan de voet een vastzittend kroontje, dat gevormd wordt door de achtergebleven kelkbuis. De vrucht is een 1 cm grote steenvrucht met een 6–7 mm grote pit. Er ontstaan gemakkelijk zaailingen.
Al in de zeventiende eeuw is de soort vanuit Noord-Amerika in Europa geïntroduceerd. Ze werd in Nederland in 1740 voor het eerst aangeplant, dat was als sierstruik. Eind negentiende eeuw begonnen bosbouwers de Amerikaanse vogelkers aan te planten voor houtproductie. De kwaliteit van het hout viel echter tegen. Tussen 1920 en 1950 vond ze in Nederland bij de bebossing van woeste gronden op grote schaal toepassing als vulhout in naaldbossen. Het blad zou de humus verbeteren en de groei dwong dennen door de schaduwwerking tot hoogtegroei. Langs percelen met naaldhout functioneerde de soort als brandsingel. In de loop der jaren ontpopte de snelgroeiende struik zich als een gemakkelijk voortplantende exoot.

## Bestrijding in Nederland

### Algemeen
Begin jaren 1950 viel het Staatsbosbeheer op dat de Amerikaanse vogelkers plaagvorming vertoonde; waar de struik was aangeplant zaaide hij zich al dan niet met hulp van vogels zeer voorspoedig uit. Staatsbosbeheer, spoedig nagevolgd door andere natuurbeheerders, besloot om niet meer aan te planten, maar de soort voortaan te bestrijden. Daarbij werd gebruikgemaakt van chemische bestrijding, onder andere 2,4,5-T-ester, dat echter in 1978 werd verboden. Het middel glyfosaat kwam daarna steeds meer in gebruik. In de jaren 1960 en 1970 werd ook bestrijding met inzet van vrijwilligers populair. Studenten in de groentijd, scholieren op kamp en volwassen kampeerders spitten op aanwijzing van de boswachter in de zomermaanden de prunussoort uit.
Bestrijdingscampagnes namen begin jaren 1980 af, wellicht onder invloed van de natuurbeschermingsstroming die een grotere spontaniteit in de natuur voorstond. In de eenentwintigste eeuw wordt weer actiever bestreden, nu zeker ook gehoor gevend aan het Biodiversiteitsverdrag dat, sinds oktober 1995, bestrijding van verdringende exoten voorschrijft. Ook de instandhoudingseis van de EU-Habitatrichtlijn verplicht impliciet tot bestrijding.
Bosbouwers en natuurbeheerders doen weliswaar al vele decennia pogingen om de Amerikaanse vogelkers uit te roeien, blijvend resultaat geeft dit veelal niet. Oorzaak is dat de 'prunusbestrijding' niet altijd consequent wordt volgehouden, of omdat er in nabijgelegen bossen, natuurterreinen of tuinen, geen bestrijding plaatsheeft. Infectie door zaadverspreiding, door vogels of vossen, vanuit deze gebieden is dan vroeg of laat een feit.
De Amerikaanse vogelkers zal als uitheemse soort vermoedelijk altijd wel onderdeel van de Europese natuur blijven, maar regionaal, en zeker lokaal, kunnen goede resultaten geboekt worden, indien de bestrijding maar terreindekkend is en gedurende enige jaren consequent wordt volgehouden. De beste kansen liggen in die natuurgebieden die meer of minder geïsoleerd in het landschap liggen, zoals de duinen aan de Noordzeekust.

### Voorbeelden van bestrijding
Door zijn vermogen zich in korte tijd uit te breiden wordt de invasieve soort in vakjargon wel 'bospest' genoemd. De struik is taai en is in staat zich snel van beschadigingen te herstellen. Het afzagen van de struiken zonder verdere behandeling leidt ertoe dat de struik weer snel uitloopt; na een groeiseizoen reiken de vele loten anderhalf tot wel twee meter hoog. Bovendien treedt er na het verwijderen van de struik veel licht tot de bodem toe waardoor de vele, opgehoopte zaden in de bodem ontkiemen en er soms een groen tapijt van zaailingen ligt. Het gevolg is dat als de bestrijding van de struiken niet strikt wordt volgehouden de soort zich snel uitbreidt. De stobbe van de struik kan na te zijn omgezaagd ingesmeerd worden met glyfosaat. Het middel dringt in de wortels door en doodt deze.

#### Begrazing
De soort wordt ook wel bestreden door de groeiplaatsen te laten begrazen door geiten en andere grazers. Van de Nederlandse landgeit is bekend dat deze de Amerikaanse vogelkers effectief kan bestrijden als de percelen over een aantal jaren onafgebroken worden begraasd.
Ook voor schaap en rund is prunus een voorkeursvoedsel. Voor een succesvolle intensieve bestrijding dienen er genoeg dieren per hectare aanwezig te zijn. In het zuidelijk deel van de Amsterdamse Waterleidingduinen (AWD) grazen sinds de jaren 1990 op 110 hectare Drentse heideschapen (deelgebied Paardekerkhof). De schapen zijn zeer effectief gebleken in het opruimen van de 'prunus'. Op een nieuw, aangrenzend begrazingsproject van 115 hectare, de Westhoek, lopen sinds voorjaar 2004 dertig koeien en 100 schapen. De uitlopers van de hier afgezaagde en afgevoerde struiken en bomen (dit laatste wordt gedaan ter wille van de verschraling) houden de schapen dermate kort, dat de stobben binnen een paar jaar afsterven. Schapen lukt het echter niet de dichte Duindoornstruwelen binnen te dringen, wel knabbelen ze alles aan prunus tot net even in de struiken af. Koeien banen zich soms een weg door de Duindoorns, op de voet gevolgd door het schaap. De koeien knakken tot vier meter hoge takken naar beneden om. Aldus kunnen zelfs hoge prunusstruiken door de combinatie van koe en schaap bestreden worden. Toch is het de vraag of alle dichte Duindoorstruwelen op deze manier aan de beurt komen. Koeien ruimen wel de middelhoge en de kleine struiken op, maar zijn niet in staat om bij kleine zaailingen te komen die verscholen gaan tussen de Duindoorns.

#### Handmatig

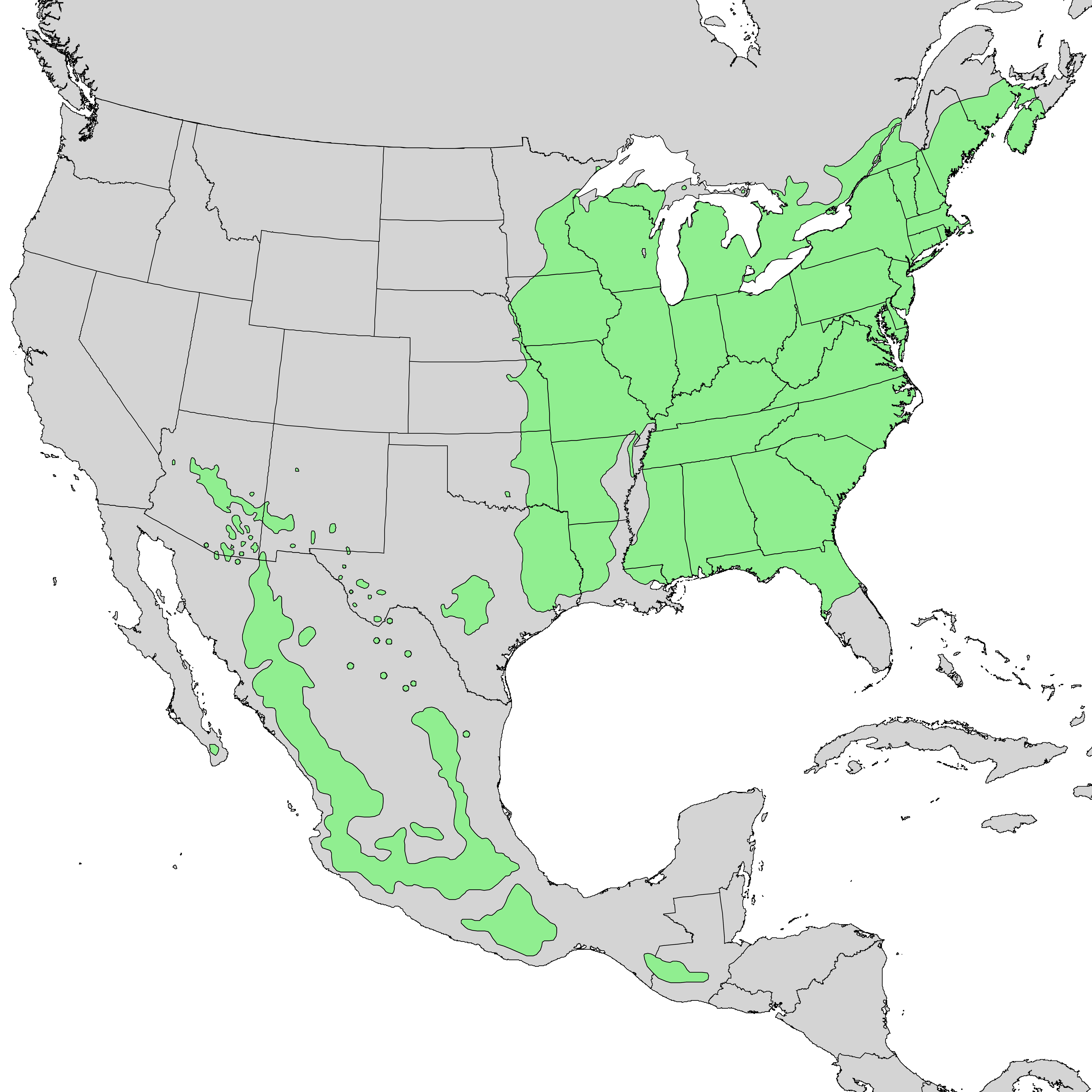
Natuurlijk verspreidingsgebied

Handmatige bestrijding houdt in dat de prunus zomers wordt omgezaagd, waarna zeker drie keer in het groeiseizoen het opkomende nieuwe lot moet worden afgezet. Effectiever is het ringen van de (grotere) struik, waardoor op den duur de wortels afsterven. Ook dan dienen echter de loten, die zich nu onder de ring vormen, te worden weggehakt. Oudere, grote bomen die in het bos staan sterven af zonder dat de loten onder de ring nog in staat zijn de struik te laten overleven. Kleine struiken dienen met een spade uitgestoken te worden, dat kan het hele jaar door.
In de winter omzagen is niet erg effectief. Alle reserves zitten dan nog in de wortels. Vele malen (tot wel tien keer toe) moet er worden teruggekeerd om te ontloten eer de struik afsterft. Rond eind mei is het zetmeelgehalte in de wortels het laagst, zeventig procent lager dan in de winter. Ingevolge de Flora- en faunawet met het oog op broedende vogels mag dan evenwel in de meeste gevallen niet worden gewerkt in het bos. In juli en begin augustus bedraagt genoemd gehalte 50 procent. Een goede en milieuvriendelijke bestrijding van ook kleinere struiken is het rondom verwijderen van de bast inclusief de cambiumlaag. Hierdoor wordt het transport van de assimilatieproducten van de bladeren naar de wortels onderbroken en raken de wortels binnen enige jaren uitgeput, de struik sterft af. Onder de aldus geringde struik ontstaan nog meerdere jaren nieuwe loten, deze dienen te worden verwijderd.

#### Natuurlijke vijanden
Geprobeerd is de struiken te bestrijden door ze te besmetten met loodglansschimmel; deze bestrijdingswijze is echter moeilijk toepasbaar en een gevaar voor de fruitteelt. In 2012 werd bekend dat de appelspintkever (Scolytus mali) mogelijk de Amerikaanse vogelkers als waardplant gebruikt en zo kan bijdragen aan de bestrijding ervan.

## Toepassingen

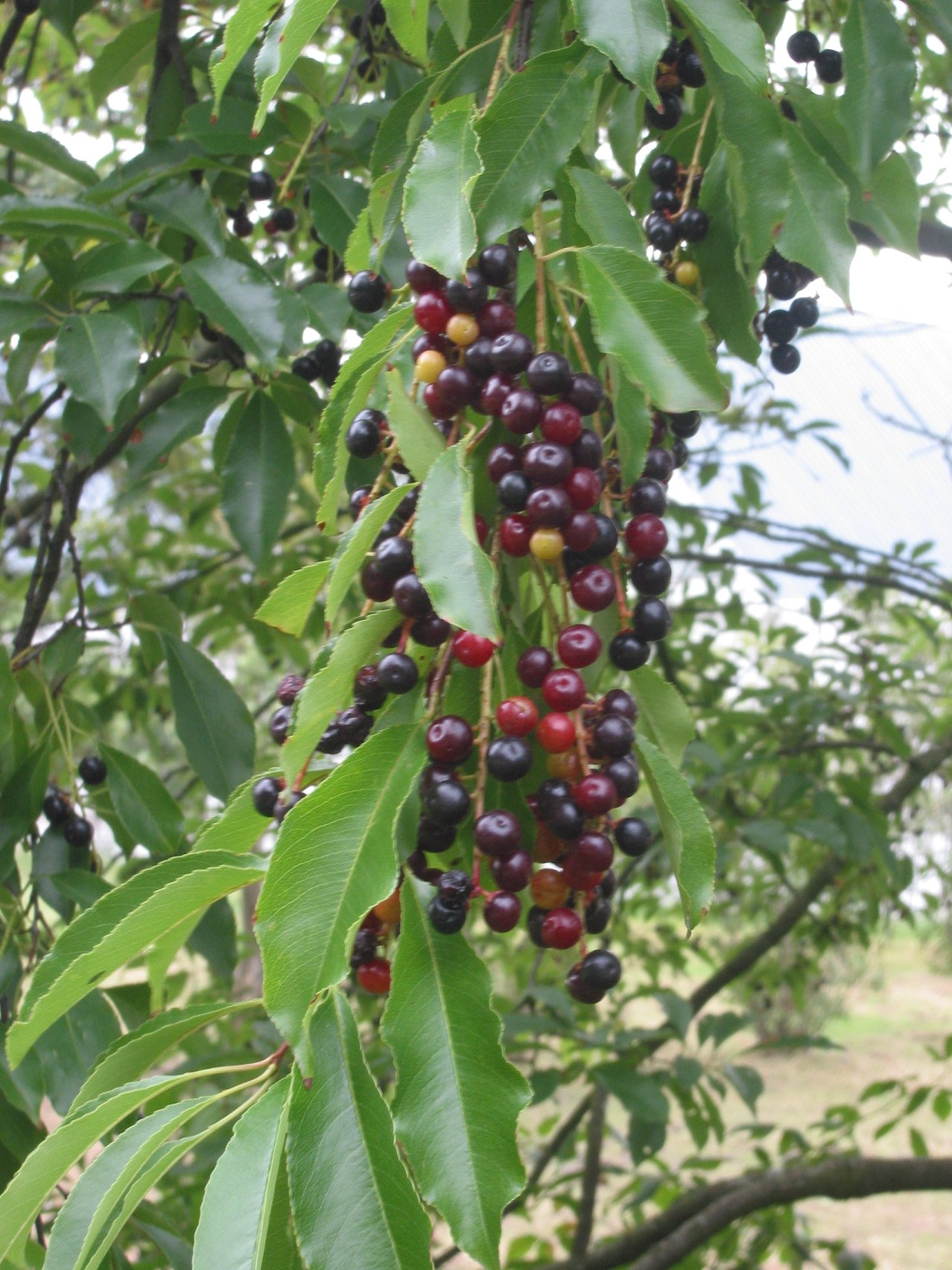
Bessen

De kleine bessen van de struik worden Amerikaanse kers genoemd. Ze zijn smakelijk wanneer ze rijp zijn; dan is de kleur zeer donkerrood, bijna zwart. Men kan er onder meer jam en sap van maken, uit de hand gegeten zijn ze enigszins bitter maar dorstlessend.
Het blad en de pit zijn, net als bij gewone kersen, giftig. Bij geiten wordt na opname zelfs het sterke vergif blauwzuur gevormd. Stikstofbemesting, droogte, vorst en bespuiting verhogen het gifstofgehalte. Verlept loof is zeer gevaarlijk.